# Valltjärnen (Särna socken, Dalarna)
Valltjärnen är en sjö i Älvdalens kommun i Dalarna och ingår i Dalälvens huvudavrinningsområde. Sjön har en area på 0,105 kvadratkilometer och ligger 733,4 meter över havet. Sjön avvattnas av vattendraget Bustesbrunnan.

## Delavrinningsområde
Valltjärnen ingår i det delavrinningsområde (684922-133522) som SMHI kallar för Mynnar i Fulan. Medelhöjden är 705 meter över havet och ytan är 11,14 kvadratkilometer. Det finns inga avrinningsområden uppströms utan avrinningsområdet är högsta punkten. Bustesbrunnan som avvattnar avrinningsområdet har biflödesordning 4, vilket innebär att vattnet flödar genom totalt 4 vattendrag innan det når havet efter 529 kilometer. Avrinningsområdet består mestadels av skog (93 procent). Avrinningsområdet har 0,11 kvadratkilometer vattenytor vilket ger det en sjöprocent på 1 procent.